# ファミスタ'90
『ファミスタ'90』（ファミスタきゅうじゅう、Familsta '90 ）は、1989年12月19日にナムコ (後のバンダイナムコエンターテインメント) から発売された日本のファミリーコンピュータ用ゲームソフト。「ナムコット   ファミリーコンピュータゲームシリーズ」第65弾。
7月に『ファミスタ'89 開幕版!!』が発売されたため、本作より発売された年ではなく翌年の年号がタイトルに冠されるようになった。

## 概要
容量が前作までの2倍となる2MBに拡充され、5作目にしてバッテリーバックアップが搭載された。また、スイッチヒッター（前作までは右・左のみ）や、サイドスロー投手（前作まではオーバースローとアンダースローのみ）が新たに登場した。本作特有の仕様として、打率が.304以上の打者がライナー性の当たりを打った場合、打球がトップスピンのかかったボールのように失速するようになっている。このため、打率が3割未満の打者がライナー性の当たりを打った方が長打になりやすい。
ゲームモードでは前作までの勝ち抜き戦に代わり、パソコン版ではゲームアーツ版及びMSX2版で導入されていたリーグ戦が家庭用では初めて採用された。2〜6チームで各カード1〜9試合、最大45試合の範囲で設定可能になっている。また、ゲームボーイ版『ファミスタ』からの逆輸入でイニング数も1・3・5・9回から自由に選ぶことが可能になった。
シリーズではこの作品のみ、バックスクリーンに打球が直撃すると穴があく演出がある。
この他、試合中のBGMがアーケード版ワースタ（『'89開幕版』以降）と同じものに変更されるなど、細部にも手が加えられている。

### 助っ人登録
前作までのプレイヤーエディットと異なり、名前やタイプによって能力値が変化する「助っ人」を作成し、リーグ戦で任意のチームに登録することが出来る。作成した助っ人は、代打の四番手と入れ替わる形で登録される。

## チーム一覧
前作と全く同じである。

### NPB加盟チームをモデルとする球団
以下は日本野球機構（NPB）の加盟球団をモデルとする球団である（カッコ内は発売当時の名称）。
- G：ガイアンツ（読売ジャイアンツ）
- C：カーズ（広島東洋カープ）
- D：ドラサンズ（中日ドラゴンズ）
- S：スパローズ（ヤクルトスワローズ）
- T：タイタンズ（阪神タイガース）
- W：ホイールズ（横浜大洋ホエールズ）
- Bu：バッカルーズ（近鉄バファローズ）
- B：ブラボーズ（オリックスブレーブス）
- L：ライオネルズ（西武ライオンズ）
- H：ホーネッツ（福岡ダイエーホークス）
- F：ファイアーズ（日本ハムファイターズ）
- O：オリエンツ（ロッテオリオンズ）

### スペシャルチーム
前作ではCPU専用の隠しチーム扱いであった2チームを、リーグ戦でマニュアル設定することによってプレイヤーが操作可能になっている。
- N：ナムコスターズ
- M：メジャーリーガーズ
- P：プロスターズ - 前作では隠しチームとして登場。
- A：アニメスターズ - オールドリームスより改称、前作では隠しチームとして登場。

## 球場
前作から2種類の球場が引き継がれ、新たに4種類の球場が加わって合計6種類となっている。タイトル画面でA・B・セレクトボタンを押しながらスタートボタンを押すとテストモードに入り、球場の全景を見ることが出来る。
- たからづか - 新登場。阪急西宮球場（当時）がモデル。両翼91m（ラッキーゾーン有）・センター119m。

なお、阪急西宮球場を本拠としていた阪急ブレーブスの前身・阪急軍は結成時の1936年に本球場と同名の宝塚球場を本拠としていたことがある。
- ところざわ - 新登場。西武ライオンズ球場（当時、現西武ドーム）がモデル。両翼95m・センター120m。
- どうむ - 前2作に引き続き登場。東京ドームがモデル。両翼100m・センター122m。
- かせんじき - 前2作に引き続き登場。巨人軍多摩川グラウンド（当時）がモデル。両翼85m・センター110m。
- ふえいふえい - 新登場。フェンウェイ・パークがモデル。左翼95m・右翼92m・センター119m。

シリーズ初の左右非対称型グラウンド。レフト側の巨大フェンス「グリーン・モンスター」や極端に広い右中間も再現されており、以後のシリーズ作品でも『ファミスタオンライン』の「モンスター球場」や『ファミスタDS』〜『クライマックス』の「がいこくパーク」として登場する。
- だいそうげん - 新登場。センター約160m。両翼は不明。

かせんじき球場と対照的に外野フェンスが一直線なため、両翼が見切れており画面外にまでボールが転がった場合は山勘でボールを探なくてはならない。ホームランが出にくい（ランニングホームランは他球場より出やすい）。